# Plasnes
 Plasnes  es una comuna y población de Francia, en la región de Alta Normandía, departamento de Eure, en el distrito de Bernay y cantón de Bernay Oeste.
Su población en el censo de 1999 era de 618 habitantes.
Está integrada en la Communauté de communes de Bernay et ses environs .

## Demografía
| 342 | 402 | 479 | 536 | 577 | 618 |
| Para los censos de 1962 a 1999 la población legal corresponde a la población sin duplicidades (Fuente: INSEE [Consultar]) |     |     |     |     |     |

- Datos: Q278258
- Multimedia: Plasnes / Q278258

1. ↑  Worldpostalcodes.org, código postal n.º 27300.
2. ↑  INSEE, Datos de población para el año 2012 de Plasnes (en francés).